# Sérgio Marakis
Sérgio Romeu Marakis (Johannesburg, 11 novembre 1991) è un calciatore portoghese, centrocampista svincolato.

## Caratteristiche tecniche
È un mediano.

## Carriera
Cresciuto nel settore giovanile del Marítimo, ha esordito in prima squadra il 14 maggio 2011 in occasione del match di Primeira Liga perso 2-0 contro il Porto.

## Palmarès

### Club

#### Competizioni nazionali
- Segunda Liga: 1

Nacional: 2017-2018